# Verena Wagner
Verena Wagner Lafferentz (Bayreuth; 2 de diciembre de 1920-19 de abril de 2019, Überlingen) fue una compositora alemana,  cuarto vástago y la más joven de la unión de Siegfried Wagner (hijo del compositor Richard Wagner) y Winifred Wagner.
Nació y creció en la Villa Wahnfried, en Bayreuth. Durante el tormentoso período que marcó la fanática adhesión de su madre hacia Adolf Hitler en el Festival de Bayreuth, hubo rumores de que Verena y Hitler estaban involucrados sentimentalmente.
En 1943 se casó con Bodo Lafferentz (1897-1974), alto oficial de la SS y miembro del partido desde sus comienzos que fue delegado personalmente por Hitler para ocuparse de asuntos administrativos del festival y las «organizaciones recreativas del partido». Con él tuvo cinco hijos: Amelie (1944), Manfred (1945), Winifred (1947), Wieland (1949) y Verena (1952).
Tras la reapertura del Festival en 1951, quedó apartada de la dirección en favor de sus hermanos, Wieland y Wolfgang, probablemente por su directa vinculación con el régimen nazi.
En 2003 fue invitada a una representación de La Valquiria en la nueva Ópera de Copenhague junto a Birgit Nilsson, Wolfgang Wagner y Gudrun Wagner.